# Pavel Paŭljučėnka
Pavel Sjarheevič Paŭljučėnka (in bielorusso Павел Сяргеевіч Паўлючэнка?; traslitterazione anglosassone: Pavel Syargeyevich Pawlyuchenka; Mahilëŭ, 1º gennaio 1998) è un calciatore bielorusso, portiere dell'ML Vicebsk e della nazionale bielorussa.

## Carriera

### Club

#### Inizi e Dinamo Brėst
Cresciuto nel settore giovanile della Dnjapro Mahilëŭ, ha esordito in prima squadra il 16 aprile 2016 disputando l'incontro di Peršaja Liha vinto 3-0 contro il Svetlahorsk.
Dopo aver ottenuto 20 presenze in campionato, il 30 luglio 2017 viene acquistato a titolo definitivo al Dinamo Brėst e inserito in rosa come portiere di riserva.
Il 27 agosto seguente debutta in Vyšėjšaja Liha nell'incontro casalingo vinto per 2-1 contro lo Slavija-Mazyr.
Dopo aver concluso la prima stagione con sette presenze e solo 2 gol subiti, nel biennio successivo è nuovamente secondo portiere della squadra dietro Aljaksandr Hutar; mentre nel 2020, dopo l'addio di Hutar, inizia ad ottenere maggiore spazio alternandosi con Sjargej Ignatovič.

#### Ruch Brėst e approdo in Polonia
Dopo tre stagioni, nel gennaio 2021, si trasferisce ai rivali del Ruch Brėst, di cui diventa titolare stabile, portando il club al quinto posto finale in campionato a ridosso della qualificazione alle coppe europee e venendo nominato miglior portiere del torneo.
Il 21 gennaio 2022, dopo appena una stagione, lascia il Ruch e si trasferisce in Polonia al Nieciecza.

### Nazionale
Ha giocato nelle nazionali giovanili bielorusse Under-17, Under-19 ed Under-21.
Il 13 novembre 2017 ha esordito con la nazionale maggiore disputando l'amichevole pareggiata 2-2 contro la Georgia.

## Statistiche

### Presenze e reti nei club
Statistiche aggiornate al 10 novembre 2022.
| Stagione               | Squadra                | Campionato             | Campionato | Campionato | Coppe nazionali | Coppe nazionali | Coppe nazionali | Coppe continentali | Coppe continentali | Coppe continentali | Altre coppe | Altre coppe | Altre coppe | Totale | Totale | Totale |
| Stagione               | Squadra                | Comp                   | Pres       | Reti       | Comp            | Pres            | Reti            | Comp               | Pres               | Reti               | Comp        | Pres        | Reti        | Pres   | Reti   |        |
| ---------------------- | ---------------------- | ---------------------- | ---------- | ---------- | --------------- | --------------- | --------------- | ------------------ | ------------------ | ------------------ | ----------- | ----------- | ----------- | ------ | ------ | ------ |
| 2016                   | Dnjapro Mahilëŭ        | 1L                     | 20         | -17        | CB              | 0               | 0               |                    | -                  | -                  |             | -           | -           | 20     | -17    |        |
| 2017                   | Dnjapro Mahilëŭ        | VL                     | 0          | 0          | CB              | 1               | 0               |                    | -                  | -                  |             | -           | -           | 1      | 0      |        |
| Totale Dnjapro Mahilëŭ | Totale Dnjapro Mahilëŭ | Totale Dnjapro Mahilëŭ | 20         | -17        |                 | 1               | 0               |                    | -                  | -                  |             | -           | -           | 21     | -17    |        |
| 2017                   | Dinamo Brėst           | VL                     | 7          | -2         | CB              | 0               | 0               | UEL                | 0                  | 0                  |             | -           | -           | 7      | -2     |        |
| 2018                   | Dinamo Brėst           | VL                     | 6          | -5         | CB              | 0               | 0               | UEL                | 1                  | -3                 | SB          | 0           | 0           | 7      | -8     |        |
| 2019                   | Dinamo Brėst           | VL                     | 4          | -4         | CB              | 2               | -1              | UEL                | 0                  | 0                  | SB          | 1           | -1          | 7      | -6     |        |
| 2020                   | Dinamo Brėst           | VL                     | 13         | -17        | CB              | 1               | 0               |                    | -                  | -                  | SB          | 1           | 0           | 15     | -17    |        |
| Totale Dinamo Brėst    | Totale Dinamo Brėst    | Totale Dinamo Brėst    | 30         | -28        |                 | 3               | -1              |                    | 1                  | -3                 |             | 2           | -1          | 36     | -33    |        |
| 2021                   | Ruch Brėst             | VL                     | 28         | -27        | CB              | 0               | 0               |                    | -                  | -                  |             | -           | -           | 28     | -27    |        |
| gen.-giu. 2022         | Nieciecza              | E                      | 9          | -14        | CP              | 0               | 0               |                    | -                  | -                  |             | -           | -           | 28     | -27    |        |
| 2022-2023              | Nieciecza              | IL                     | 1          | -2         | CP              | 0               | 0               |                    | -                  | -                  |             | -           | -           | 1      | -2     |        |
| Totale Nieciecza       | Totale Nieciecza       | Totale Nieciecza       | 10         | -16        |                 | 0               | 0               |                    | 0                  | 0                  |             | 0           | 0           | 10     | -16    |        |
| Totale carriera        | Totale carriera        | Totale carriera        | 88         | -88        |                 | 4               | -1              |                    | 1                  | -3                 |             | 2           | -1          | 95     | -93    |        |

### Cronologia presenze e reti in nazionale
| Cronologia completa delle presenze e delle reti in nazionale ― Bielorussia | Cronologia completa delle presenze e delle reti in nazionale ― Bielorussia | Cronologia completa delle presenze e delle reti in nazionale ― Bielorussia | Cronologia completa delle presenze e delle reti in nazionale ― Bielorussia | Cronologia completa delle presenze e delle reti in nazionale ― Bielorussia | Cronologia completa delle presenze e delle reti in nazionale ― Bielorussia | Cronologia completa delle presenze e delle reti in nazionale ― Bielorussia | Cronologia completa delle presenze e delle reti in nazionale ― Bielorussia |
| Data                                                                       | Città                                                                      | In casa                                                                    | Risultato                                                                  | Ospiti                                                                     | Competizione                                                               | Reti                                                                       | Note                                                                       |
| -------------------------------------------------------------------------- | -------------------------------------------------------------------------- | -------------------------------------------------------------------------- | -------------------------------------------------------------------------- | -------------------------------------------------------------------------- | -------------------------------------------------------------------------- | -------------------------------------------------------------------------- | -------------------------------------------------------------------------- |
| 13-11-2017                                                                 | Kutaisi                                                                    | Georgia                                                                    | 2 – 2                                                                      | Bielorussia                                                                | Amichevole                                                                 | -1                                                                         | 46’                                                                        |
| 26-2-2020                                                                  | Sofia                                                                      | Bulgaria                                                                   | 0 – 1                                                                      | Bielorussia                                                                | Amichevole                                                                 | -                                                                          |                                                                            |
| 24-3-2021                                                                  | Minsk                                                                      | Bielorussia                                                                | 1 – 1                                                                      | Honduras                                                                   | Amichevole                                                                 | -1                                                                         |                                                                            |
| 2-6-2021                                                                   | Minsk                                                                      | Bielorussia                                                                | 1 – 2                                                                      | Azerbaigian                                                                | Amichevole                                                                 | -2                                                                         |                                                                            |
| 8-10-2021                                                                  | Tallinn                                                                    | Estonia                                                                    | 2 – 0                                                                      | Bielorussia                                                                | Qual. Mondiali 2022                                                        | -2                                                                         |                                                                            |
| 11-10-2021                                                                 | Kazan'                                                                     | Bielorussia                                                                | 0 – 2                                                                      | Rep. Ceca                                                                  | Qual. Mondiali 2022                                                        | -2                                                                         |                                                                            |
| 16-11-2021                                                                 | Minsk                                                                      | Bielorussia                                                                | 1 – 0                                                                      | Giordania                                                                  | Amichevole                                                                 | -                                                                          | 90+3’                                                                      |
| 3-6-2022                                                                   | Novi Sad                                                                   | Bielorussia                                                                | 0 – 1                                                                      | Slovacchia                                                                 | UEFA Nations League 2022-2023 - 1º turno                                   | -1                                                                         |                                                                            |
| 6-6-2022                                                                   | Novi Sad                                                                   | Bielorussia                                                                | 0 – 0                                                                      | Azerbaigian                                                                | UEFA Nations League 2022-2023 - 1º turno                                   | -                                                                          |                                                                            |
| 10-6-2022                                                                  | Novi Sad                                                                   | Bielorussia                                                                | 1 – 1                                                                      | Kazakistan                                                                 | UEFA Nations League 2022-2023 - 1º turno                                   | -1                                                                         |                                                                            |
| 13-6-2022                                                                  | Mərdəkan                                                                   | Azerbaigian                                                                | 2 – 0                                                                      | Bielorussia                                                                | UEFA Nations League 2022-2023 - 1º turno                                   | -2                                                                         |                                                                            |
| 21-11-2023                                                                 | Pristina                                                                   | Kosovo                                                                     | 0 – 1                                                                      | Bielorussia                                                                | Qual. Euro 2024                                                            | -                                                                          | 90+1’                                                                      |
| 21-3-2024                                                                  | Boztepe                                                                    | Montenegro                                                                 | 2 – 0                                                                      | Bielorussia                                                                | Amichevole                                                                 | -2                                                                         |                                                                            |
| 7-6-2024                                                                   | Minsk                                                                      | Bielorussia                                                                | 0 – 4                                                                      | Russia                                                                     | Amichevole                                                                 | -4                                                                         |                                                                            |
| 20-3-2025                                                                  | Dušanbe                                                                    | Tagikistan                                                                 | 0 – 5                                                                      | Bielorussia                                                                | Amichevole                                                                 | -                                                                          |                                                                            |
| 5-6-2025                                                                   | Barysaŭ                                                                    | Bielorussia                                                                | 4 – 1                                                                      | Kazakistan                                                                 | Amichevole                                                                 | -1                                                                         |                                                                            |
| Totale                                                                     |                                                                            | Presenze                                                                   | 16                                                                         |                                                                            | Reti                                                                       | -19                                                                        |                                                                            |

## Palmarès

### Club

#### Competizioni nazionali
- Supercoppa di Bielorussia: 2

Dinamo Brėst: 2018, 2019
- Coppa di Bielorussia: 1

Dinamo Brėst: 2017-2018
- Campionato bielorusso: 1

Dinamo Brėst: 2019
- Campionato uzbeko: 1

Paxtakor: 2023